# Port de Montréal
Le port de Montréal est le plus grand port à conteneurs de l'est du Canada et un centre de transbordement diversifié qui traite tous les types de marchandises : conteneurisées et non conteneurisées, vrac liquide, céréales et vrac solide. Situé face au fleuve Saint-Laurent, il accueille tant les paquebots de croisière que des cargos maritimes.
Le port de Montréal compte parmi les ports internationaux les plus sûrs du monde. L’activité portuaire soutient quelque 590 000 emplois et près de 93,5 milliards d’activités économiques au Canada.  Il manutentionne annuellement plus de 35 millions de tonnes de fret diversifié. Julie Gascon est la présidente-directrice générale depuis février 2024.

## Histoire

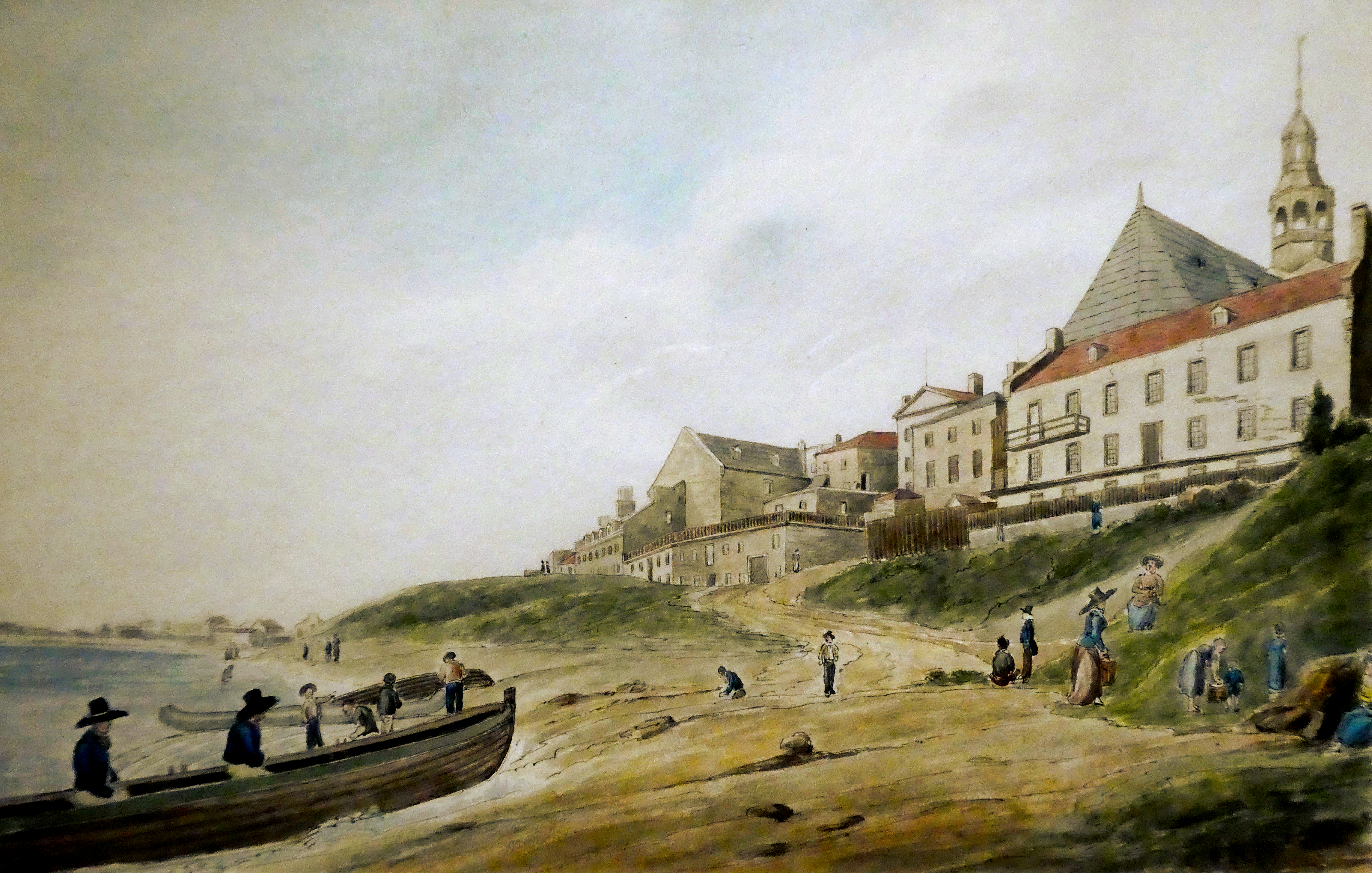
Les berges du fleuve en 1829

Le Port de Montréal est le témoin privilégié de la création de la ville, de son développement économique et de l'arrivée de ses habitants au fil des siècles. Voici quelques jalons de son histoire:
- 1616-1840 : Pendant plus de 200 ans, l’accostage des petites embarcations à Montréal se fait sur le rivage, au pied de la petite ville. Les navires plus gros qui peuvent surmonter le fort Courant Sainte-Marie, à la hauteur de l’actuel Pont Jacques-Cartier, s’arrêtent à l’île Normant et y déchargent leurs marchandises. Elles seront plus tard amenées en ville par les marchands.

- 1800-1830 : Les marchands construisent des quais en face de leurs entrepôts. Vers 1800, Montréal n’a pas encore d’aménagement portuaire. Les fortifications de la ville sont peu à peu démolies et les marchands, notamment de bois d’œuvre, occupent presque tout le rivage[5].
- 1825 : Ouverture du canal de Lachine. Long de 13,4 km, large de 14,6 m et profond de 1,4 m, le canal à sept écluses permet d’éviter les dangereux rapides de Lachine, entre le port et le lac Saint-Louis. Agrandi deux fois au 19e siècle, il a joué un rôle important dans le développement de Montréal, de l’Ontario et du Canada. Fermé à la navigation commerciale en 1970, il est remplacé par la Voie maritime du Saint-Laurent[6].
- 1830 : Création par le Montreal Trade Board de la Commission du Havre pour agrandir et améliorer le port. Le Trade Board – actuelle Chambre de commerce du Montréal métropolitain – veut construire des quais permanents et un mur contre les inondations, et presse le gouvernement de draguer le fleuve[7].
- 1832 : Fin de la construction de quais permanents sur plus d’un kilomètre. Le port prend véritablement son essor dans les années 1830 lorsque les marchands se tournent vers l’exportation de céréales, de produits manufacturés, de denrées alimentaires[8].
- 1859 : Avec l’ouverture du Pont Victoria (Montréal), Montréal devient la plaque tournante du transport ferroviaire et maritime du Canada. Premier lien avec la rive sud, ce long tube d’éléments préfabriqués en Angleterre est posé sur des piliers brise-glaces avec becs de fer. Plus long pont ferroviaire au monde avec ses 2 790 m, il est déclaré la Huitième merveille du monde[9].
- 1875 : Au milieu du 19e siècle, l’industrialisation de Montréal bat son plein. Le port fourmille de multiples activités, mais seulement durant les huit mois où le fleuve est libre de glace. Des vapeurs s’y mêlent aux nombreux voiliers accostés aux quais disposés en parallèle à la rue de la Commune. En 1871, une première locomotive arrive sur les quais, ce qui a permis de relier le port à l’arrière-pays par chemin de fer[10].
- 1875 : Inauguration de l'édifice des Commissaires qui sert de siège de la commission portuaire[11].
- 1898-1902 : Construction des quais Jacques-Cartier (1898-1899), Alexandra (1899-1901) et King-Edward (1901-1903). La jetée MacKay est érigée en 1898 pour défendre le port des embâcles printaniers. Les trois quais en béton sont dotés de grands hangars avec structure d’acier. En 1967, la jetée MacKay deviendra la Cité-du-Havre[12].

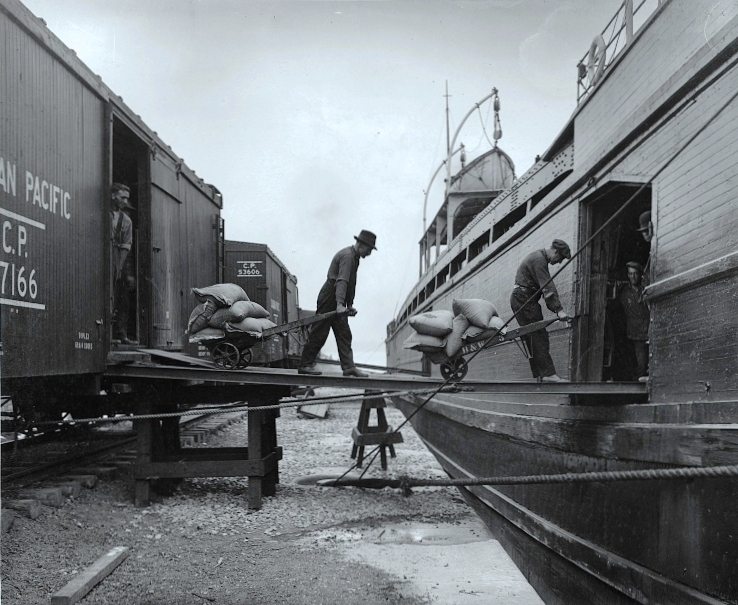
Chargement de sacs de grain sur un bateau, Montréal, vers 1920.

- 1902 : Construction du premier silo moderne, l’élévateur B, où se trouve aujourd’hui le silo no 5. Cinq grands silos sont construits au début du 20e siècle pour exporter par bateau vers l’Europe, l’Afrique et ailleurs les céréales de l’Ouest canadien transportées à Montréal par train ou par laquier. Dans les années 20, Montréal est le plus important port céréalier en Amérique du Nord et exporte alors 135 millions de boisseaux de grain par année[13].
- 1959 : La Voie maritime du Saint-Laurent, la plus grande voie de pénétration maritime naturelle de tous les continents, permet depuis 1959 aux navires de marchandises d’atteindre les Grands Lacs. Sa construction entre Montréal et Kingston est un exploit d’ingénierie, car sept écluses y soulèvent les navires de 75 m. Entre les lacs Ontario et Érié, huit autres écluses les montent de 100 m, en haut de l’escarpement de Niagara[14].
- 1964 : Le Vieux-Port de Montréal est déclaré « site patrimonial » par le gouvernement du Québec. Maillon important de l’histoire économique et sociale, le port et ses installations témoignent des nombreux apports de l’activité portuaire à l’essor de Montréal, du Québec, du Canada. Ils font partie du Site patrimonial du Vieux-Montréal et du Lieu historique national du Canal-de-Lachine[15].
- 1964 : Première année complète de navigation hivernale jusqu’au port de Montréal. Le cargo danois Helga Dan devient le premier navire à atteindre le port de Montréal dans les premiers jours du mois de janvier à la suite des interventions régulières des brise-glaces de la Garde côtière canadienne[16].
- 1967 : Le port de Montréal manipule son premier conteneur, une invention de Malcom McLean, en 1956, pour contrer le trop long transbordement en vrac des marchandises. D’abord utilisé sur la côte est américaine, il franchit l’Atlantique en 1966 et connaît une croissance fulgurante. Tant les conteneurs de base que les conteneurs spécialisés partagent le même système de fixation : pièces de coin sur leurs sommets et verrous tournants fixés aux châssis des véhicules ou aux engins de manutention[17].
- 1999 : L’Administration portuaire de Montréal est créée selon la Loi maritime du Canada, sanctionnée le 11 juin 1998[18].
- 2018 : Le Port de Montréal réhabilite entièrement la jetée Alexandra pour en faire le Grand Quai du Port de Montréal, incluant des espaces publics au bord de l'eau et une Tour d'observation[19].

## Élévateurs
Le port de Montréal a 3 élévateurs à grain. 
- La compagnie Canada Maltage a un élévateur de malt dans la partie ouest du port.
- La minoterie Farine Five Roses, sur le quai de la Pointe-du-Moulin-à-Vent[20]
- La Canada Lindseed Oil, sur le quai de la Pointe-du-Moulin-à-Vent

## Quais[21]
D'ouest en est :
- - Terminal Bickerdike
  - Grand Quai du Port de Montréal

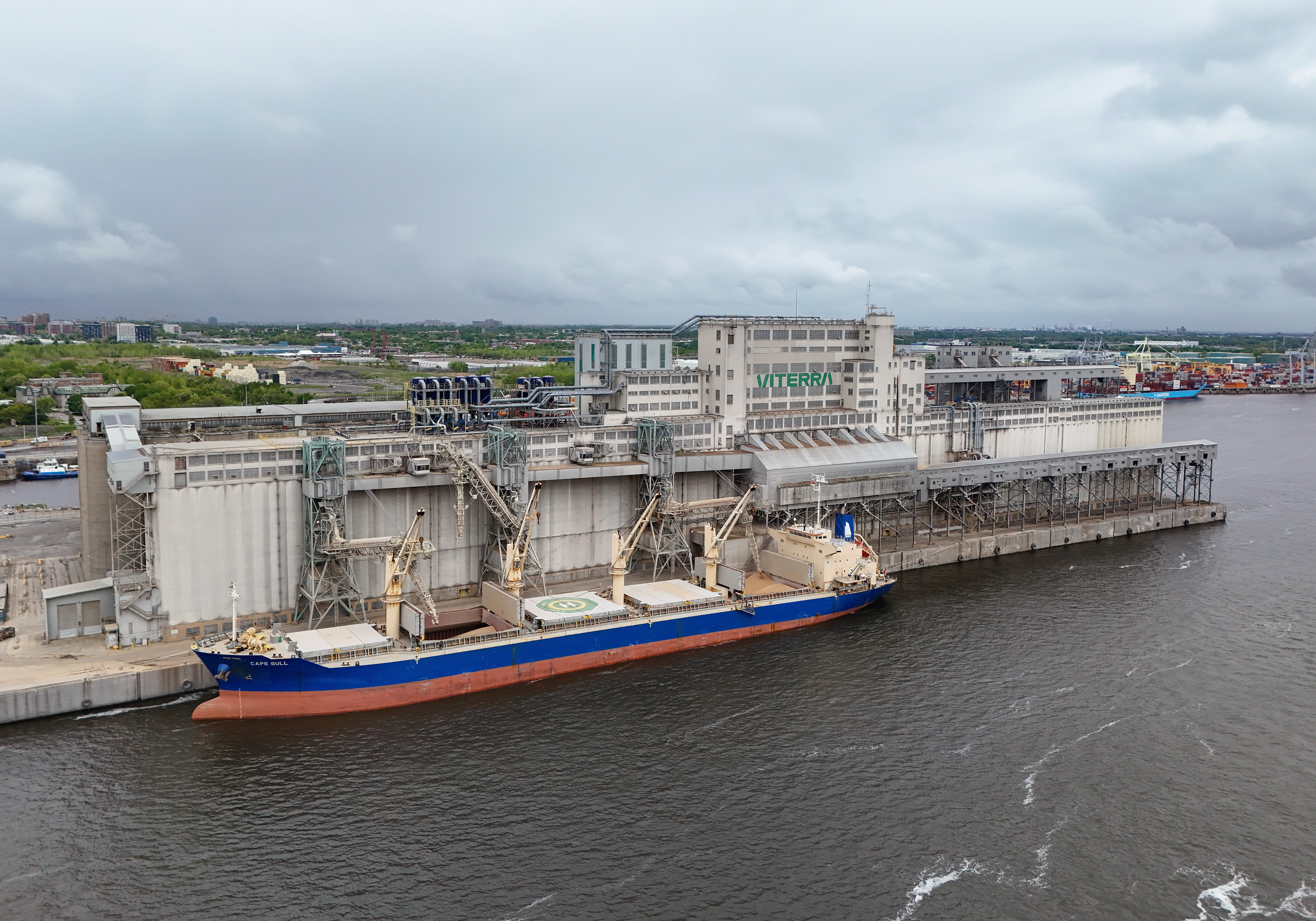
Terminal céréalier de Viterra

  - Terminal de conteneurisation du grain (CanEst)
  - Terminal de vrac solide (Logistec)
  - Terminal Viau (Termont)
  - Terminal céréalier (Viterra)
  - Terminal Racine (MGT)
  - Terminal Maisonneuve (Termont)
  - Terminal Cast (MGT)
  - Quais pétroliers
  - Terminal de vrac solide (Logistec) à Contrecœur

## Données
| Transport maritime               | 2018       | 2019       | 2020       | 2021       | 2022       | 2023       | 2024       |
| -------------------------------- | ---------- | ---------- | ---------- | ---------- | ---------- | ---------- | ---------- |
| Trafic de marchandises en tonnes | 38 925 026 | 40 590 176 | 35 101 433 | 34 023 135 | 35 997 337 | 35 346 163 | 35 410 000 |

| Croisières | 2015   | 2016   | 2017    | 2018    | 2019 | 2020 | 2021   | 2022   | 2023   | 2024   |
| ---------- | ------ | ------ | ------- | ------- | ---- | ---- | ------ | ------ | ------ | ------ |
| Escales    | 72     | 70     | 68      | 81      | 76   | 0    | 0      | 49     | 49     | 46     |
| Passagers  | 90 989 | 85 808 | 114 518 | 127 061 | 0    | 0    | 50 929 | 50 929 | 67 299 | 65 135 |

Source: Port de Montréal

## Galerie

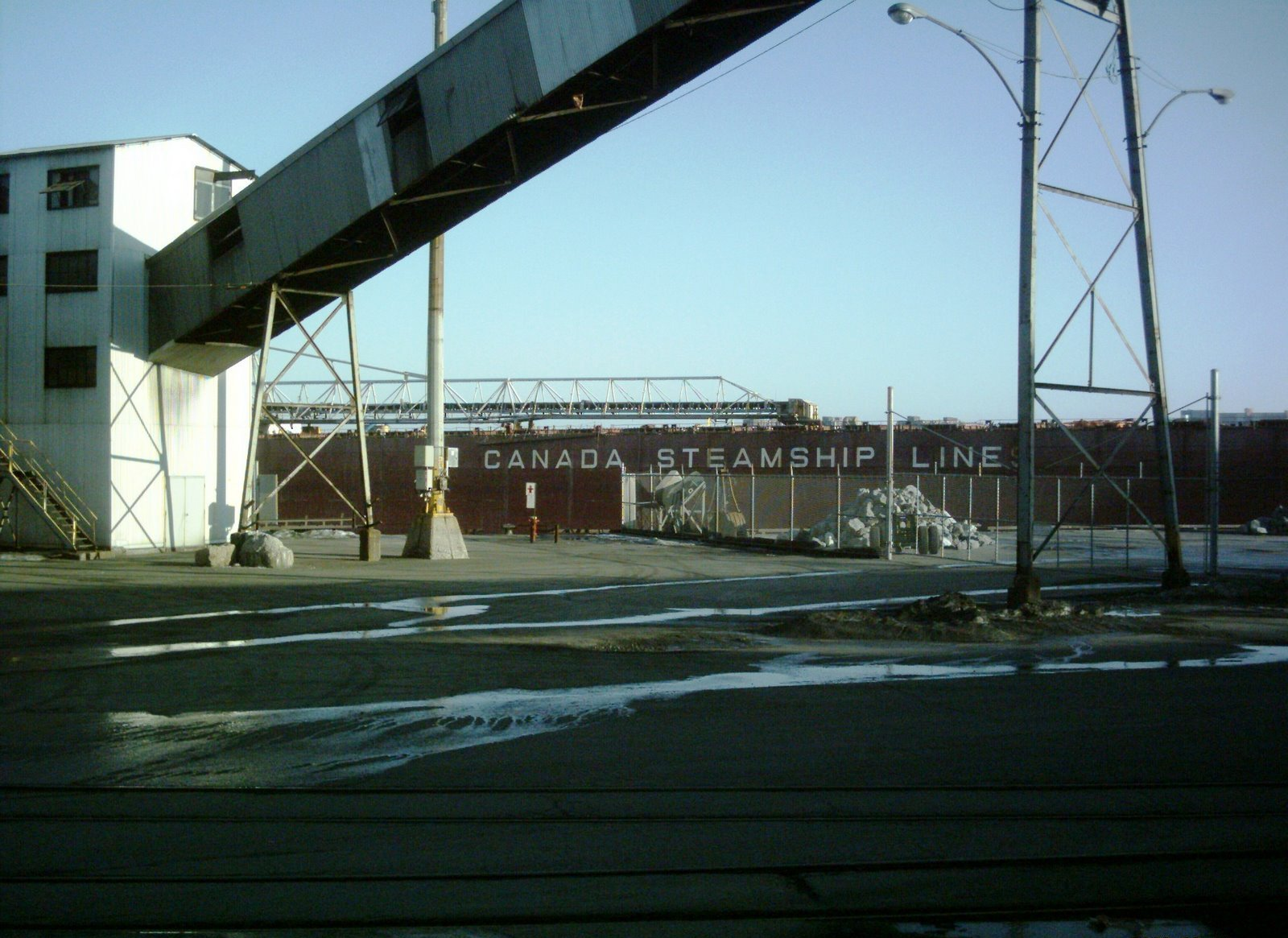
Un bateau de la Canada Steamship Lines alimente la compagnie de sucre Lantic via convoyeur, près du boulevard Pie-IX.
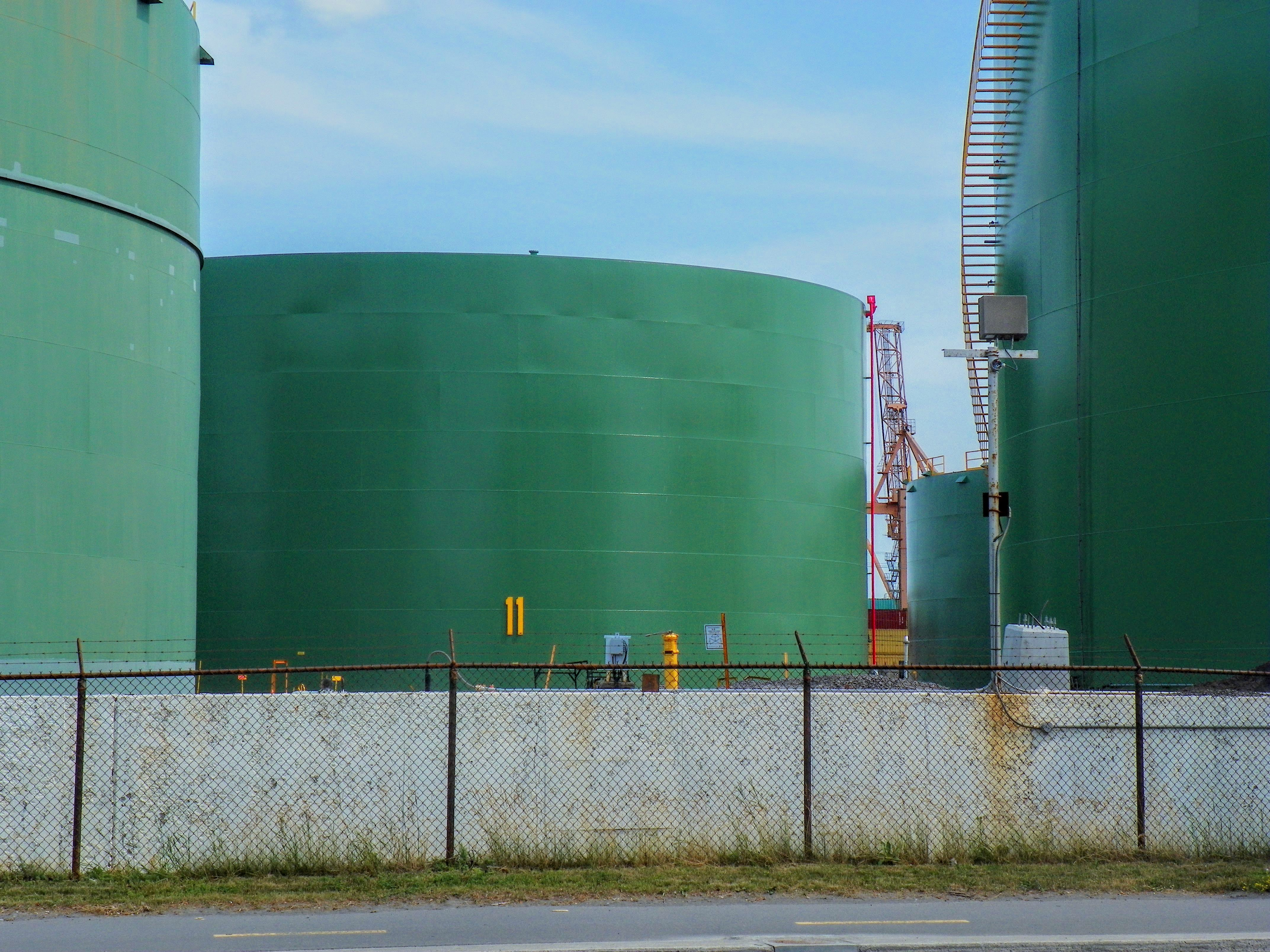
Citernes de pétrole au terminal Norcan.
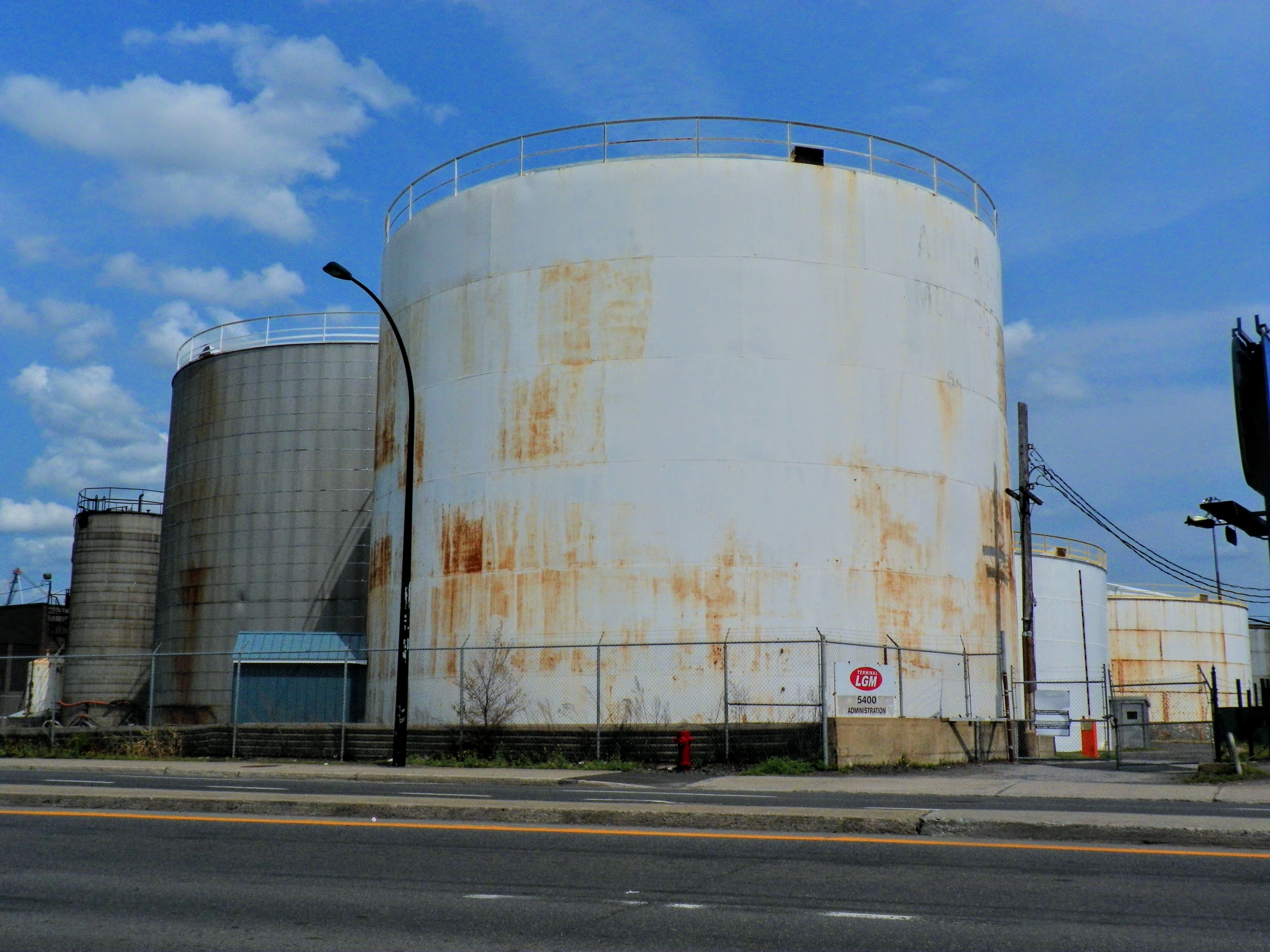
Citernes de Mélasse du terminal Lallemand.
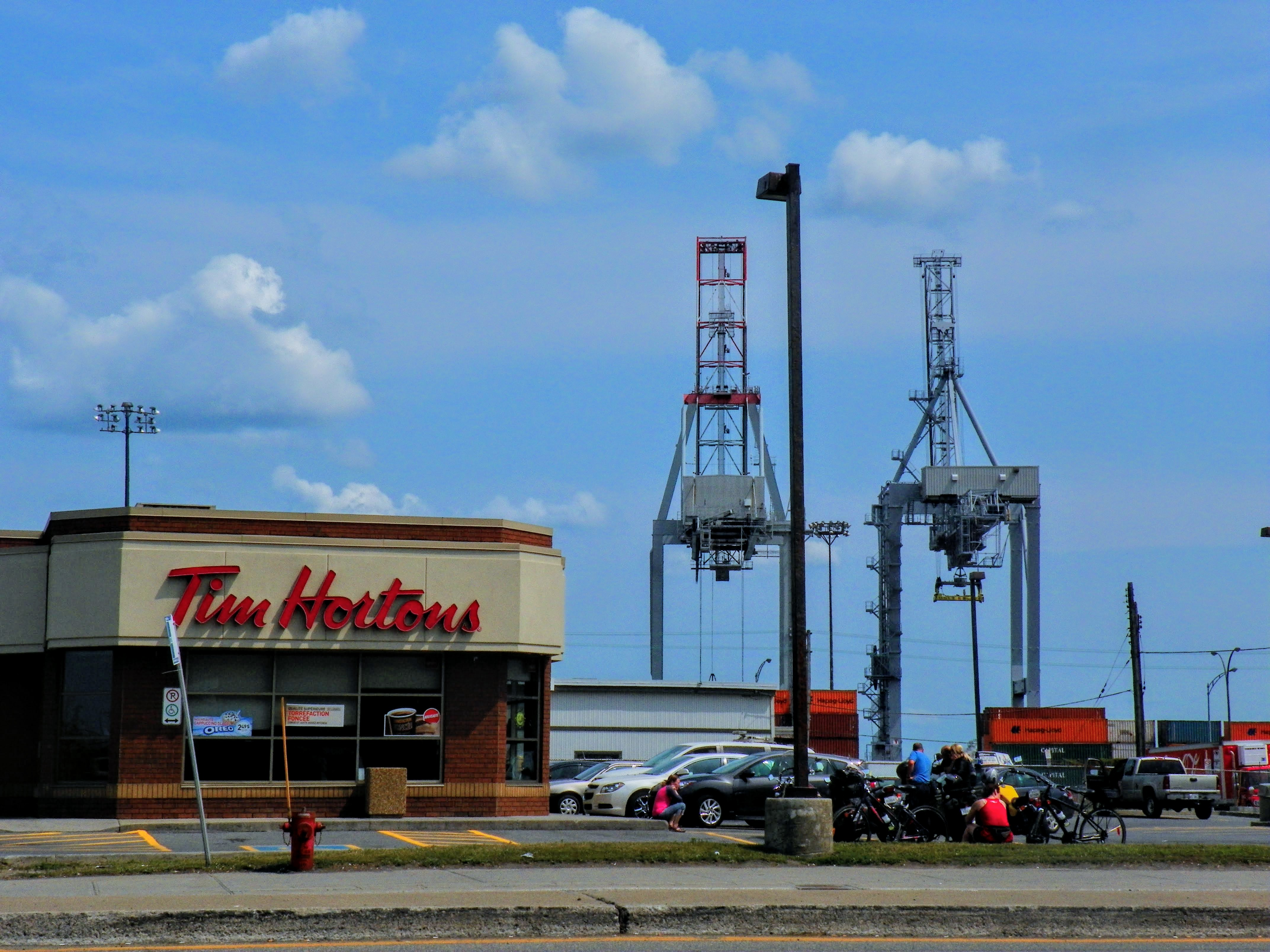
Restaurant dans le port.
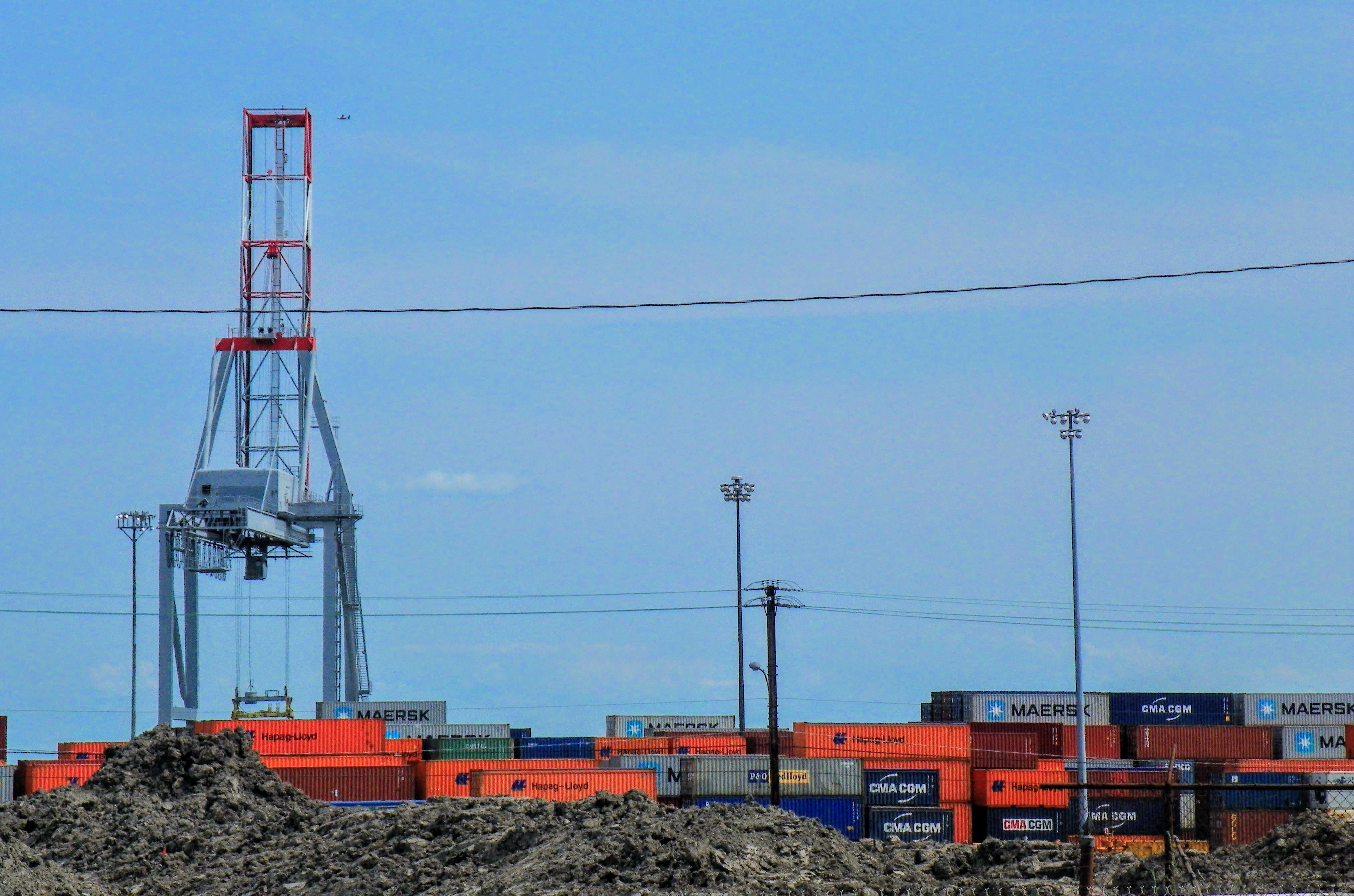
Grue et conteneurs maritimes dans le terminal Racine.